# Audie Murphy
Audie Leon Murphy (20. lipnja 1924. – 28. svibnja 1971.), američki filmski glumac i ratni heroj, najodlikovaniji američki vojnik Drugog svjetskog rata.
Glumio je u 44 filma, a pisao je i pjesme. Na ratištu je proveo 27 mjeseci, te je stekao najviše američko odlikovanje Medalju časti (Medal of Honor), te još 32 druga vojna odlikovanja, te pet odlikovanja Francuske i jedno Belgije.  
Audie Murphy je imao uspješnu holivudsku karijeru, glumeći, doduše, uglavnom u filmovima tzv. "B" produkcije, a tu spadaju 33 westerna, te film snimljen prema njegovim memoarima "Do pakla i natrag" (iz 1955.).
Poginuo je u avionskoj nesreći 1971. godine. Pokopan je s najvišim mogućim vojnim počastima na Nacionalnom groblju Arlington gdje su pokopani mnogi američki velikani.
Njegov grob drugi je najposjećeniji, poslije groba Johna F. Kennedyja.